# Garabuczy Ágnes
Garabuczy Ágnes (Vésztő, 1936. április 6. – Budapest, 2020. december 13.) magyar festőművész.
Egy kaput szeretnék feltárni, az idő rétegeinek jelképes kapuját, ahova beléphet a néző egy különös, mitikus, titkokat rejtő emlék- és álomtöredékekből szőtt világba, ahol a színek muzsikája öleli át. Garabuczy Ágnes

## Pályafutása
Művészcsaládba született, édesapja, Garabuczy Károly rajztanár-festőművész volt. Nővére, Dr. Hőgye Gergelyné, Garabuczi Katalin grafikusként alkot, főként finom tollrajzok jellemzik munkásságát. Férje, Tóth László (1926-2008) szintén festőművész volt. Fia, Tóth László, művésznevén Tóthlaca festőművészként elismert, egyben virtuóz bűvész, aki ilyen minőségében is gyakran szerepel külföldön.
Tanulmányait a budapesti Képzőművészeti Gimnáziumban majd a Képzőművészeti Főiskolán végezte. 1960-ban szerezte meg a diplomát. Mestere Pór Bertalan volt. 1961 óta kiállító művész. Egy időben a hódmezővásárhelyi művésztelepen dolgozott. Tanulmányúton járt a Szovjetunióban, ahol mély benyomást tettek rá az orosz ikonok. A sötét színekből előragyogó sejtelmes, időtlen alakok azóta is meg-megjelennek képein. Ausztriában, Csehszlovákiában, Olaszországban is tartózkodott a klasszikus és modern művészet alkotásait vizsgálva. Franciaországban Picasso, Chagall és a század más modern művészei voltak rá nagy hatással. De járt tanulmányúton Svájcban, Hollandiában és Amerikában is.
A magyar kortárs művészet „nagy generációjának” kiemelkedő képviselőjeként tartják számon. Az 1960-as években ikonszerű, komor, kubista hatású képekkel jelentkezett. Későbbi képeire lágy, harmonikus színvilág, belső ragyogás jellemző, és elmozdulás a szimbolizmus, szürrealizmus irányába. A modern és klasszikus képzőművészet ötvözésével egy női lélek lírai vízióit a kék szín összes tónusával, s a komplementer sárgák ellenpontozásával használja. Harsány színeket nemigen alkalmaz, képzeletvilágát a pasztellszínek lágysága fejezi ki. Festményeiben a prousti eltűnt időt keresi. Lírai figuratív festő, akinek alakjai a klasszikus szépséget jelenítik meg a nyugalmas tájban. A hetvenes évek elejétől rendszeresen vett részt külföldön csoportos kiállításokon. 1976-ban férjével, Tóth Lászlóval a Műcsarnokban mutatkoztak be, a képek egy részét később egy londoni galériában is kiállították. A nyolcvanas évek közepétől több külföldi egyéni kiállításra is meghívták. Így például Svájcban, a Genfi-tó partján lévő Veveyben a Capricorne Galériában mutatkozott be, férjével pedig közösen állítottak ki Németországban, a Gronau-Epe-i Almsic Galériában. 1990-ben Washington belvárosában, az Oscar Gallery-ben fiával volt közös kiállításuk.

## Egyéni kiállításai
- 1961 • Dés-i Hajógyár Klubja
- 1961 • Fiatal Művészek Klubja, Budapest
- 1964 • Mednyánszky Terem, Budapest (kat.)
- 1966 • Vésztő
- 1966 • Művelődési Otthon, Szeghalom
- 1966 • Munkácsy Mihály Múzeum, Békéscsaba
- 1967 • Ferencvárosi Pincetárlat, Budapest (férjével, Tóth Lászlóval)
- 1968 • Agra Gallery, Washington D.C.
- 1971 • Miskolci Galéria, Miskolc
- 1971 • TV Galéria, Budapest
- 1972 • L'École Supérieure des Beaux-Arts [Tóth Lászlóval], Strasbourg
- 1972 • Horváth E. Galéria, Balassagyarmat
- 1973 • Képcsarnok, Győr
- 1975 • Szőnyi István Terem, Miskolc
- 1976 • Műcsarnok, Budapest (férjével, Tóth Lászlóval)
- 1976 • Milánó
- 1977 • Párizs
- 1977 • Tokió
- 1977 • Medgyessy Terem, Debrecen
- 1977 • Mail Gallery (férjével, Tóth Lászlóval), London
- 1978 • Hotel Drouot, Párizs
- 1980 • Dési Huber Terem, Veszprém
- 1983 • Ferenczy Terem, Pécs
- 1984 • Stockholm
- 1985 • Iskola Galéria, Csepel
- 1986 • Galerie du Capricorne, Vevey (Svájc)
- 1986 • Galerie von Almsic, Gronau-Epe (Németország)
- 1990 • The Oskar Gallery, Washington D.C.
- 1992 • Halkidikí, Görögország
- 1993 • Katerina, Görögország
- 1993 • Sedan, Franciaország
- 1994 • BÁV Kortárs Galéria, Budapest
- 1994 • Kertgaléria, Balatonakali
- 1994 • Revue D Art 1 Biennale Paris - Berlin
- 1995 • Special Mail - Art Post - Mail - Art, Hajdúszoboszló
- 1995 • Szentendre
- 1995 • Párizs
- 1997 • T. M. Galéria, Budapest
- 1998 • Caracas
- 2010 • Neves Kor-Társ Galéria, Budapest (Fiával, Tóth Laca festővel együtt.)

## Válogatott csoportos kiállításai
- Az 1960-as években szerepelt a Vásárhelyi Őszi Tárlatokon
- 1960 • Dolgozó emberek között, Ernst Múzeum, Budapest
- 1961 • Boldog gyermekévek, Műcsarnok, Budapest
- 1962 • 9. Magyar Képzőművészeti kiállítás, Műcsarnok, Budapest
- 1964 • Dolgozó emberek között, Ernst Múzeum, Budapest
- 1964 • Stúdió '64, Ernst Múzeum, Budapest
- 1966 • Stúdió '66, Ernst Múzeum, Budapest
- 1967 • Stúdió '67, Ernst Múzeum, Budapest
- 1967 • X. Alföldi Tárlat, Munkácsy Mihály Múzeum, Békéscsaba
- 1968 • Dolgozó emberek között, Ernst Múzeum, Budapest
- 1970 • Stúdió '70, Ernst Múzeum, Budapest
- 1972 • 6. Balatoni Nyári Tárlat, Balatoni Múzeum, Keszthely
- 1974 • Gekkoso Galerie, Tokió
- 1980 • Galérie P. Breughel, Amszterdam
- 1980 • József Attila születésének évfordulója, Petőfi Irodalmi Múzeum, Budapest
- 1990 • Kép '90, Műcsarnok, Budapest.
- 2009 • Festőnők, nőfestők, Budapest

## Díjai
- 1973-ban a pécsi murális pályázat I. díját nyerte el, a házasságkötő terem pannója
- az 1970-es és 1980-as években több ízben ítélték neki a Honvédelmi Minisztérium díjait
- 1974 • Képzőművészeti Alap fődíja, Nagymaros
- 1975 • Honvédelmi Minisztérium - II. díj (1975.)
- 1979 • Antifasiszta Kiállítás, Majdanek plakettje
- 1980 • Dunakanyar-díj, Esztergom
- 1990 • Tavaszi Fesztivál díja, Csepel
- 2003 • Grand Prix International de Cannes-Azur ezüstérem,
- 2005 • Grand Prix International de Cannes-Azur aranyérme

## Művei
| Cím                      | Anyag        | Méret     | Lásd            |
| ------------------------ | ------------ | --------- | --------------- |
| Kép gyümölccsel          | olaj, vászon | 60x80 cm  |                 |
| Álomtöredék              | olaj, vászon | 50x70 cm  |                 |
| Tűnő idő                 | kréta, papír | 50x33 cm  |                 |
| Erdős tájkép             |              | 80x70 cm  |                 |
| Festegető                | olaj, farost | 80x60 cm  |                 |
| Műtermi akt              | olaj, vászon | 60x80 cm  | [ halott link ] |
| Álommadár                | olaj, vászon | 40x30 cm  |                 |
| Mediterraneum            | olaj, vászon | 60x80 cm  |                 |
| Derengő fényben          | olaj, vászon | 60x80 cm  |                 |
| Tűnő idő                 | olaj, vászon | 70x30 cm  |                 |
| Hölgy boával             | olaj, vászon | 40x30 cm  |                 |
| Kékhold éjszakája        | olaj, vászon | 70x30 cm  | [ halott link ] |
| Pávakert                 | olaj, vászon | 80x80 cm  |                 |
| Átváltozás, 1985         | olaj, vászon | 90x120 cm | [ halott link ] |
| Letűnt kultúrák emlékére |              |           | [ halott link ] |
| Itáliai emlék            | olaj, vászon | 60x30 cm  |                 |
| Niké                     | olaj, vászon | 24x18 cm  | [ halott link ] |
| Tűnő idő                 | olaj, vászon | 60x80 cm  | [ halott link ] |
| Csendélet ikonnal        | olaj, farost | 80x60 cm  |                 |
| Fizenzei kertben         |              |           |                 |
| Holdas                   |              |           |                 |
| Terasz                   | olaj, vászon | 40x50 cm  |                 |
| Álomkapu                 | olaj, vászon | 70x50 cm  | [ halott link ] |
| Velencei lány            | olaj, vászon | 30x20 cm  | [ halott link ] |
| Cím nélk.                | olaj         |           | [ halott link ] |
| Cím nélk.                | olaj         |           | [ halott link ] |
| Zene                     | olaj, vászon | 60x80 cm  | [ halott link ] |
| Emlék töredék            | olaj, vászon | 60x20 cm  |                 |
| Halas csendélet          | olaj, vászon | 80x65 cm  |                 |
| Beszélgetők              | olaj, vászon | 80x90 cm  |                 |
| Tűnő idő                 | olaj, vászon | 60x80 cm  | [ halott link ] |
| Pávakertben              | olaj, farost | 80x60 cm  |                 |

### Köztéri művei
- Murália (pannó, 1973, Pécs, Házasságkötő Terem).

## Művei közgyűjteményekben
- Magyar Nemzeti Múzeum;
- The National Museum of Women, Washington;
- Rippl-Rónai Múzeum, Kaposvár.
- Déri Múzeum, Debrecen
- Magyar Nemzeti Galéria, Budapest
- Munkácsy Mihály Múzeum, Békéscsaba
- Tornyai János Múzeum, Hódmezővásárhely.

Életművének nagy része magán- és közgyűjteményekben, múzeumokban van.(Bécs, Párizs, London, Amszterdam valamint Belgium, Japán, Svájc, Görögország, Kanada és USA)

## Videó
- Kisfilm Garabuczy Ágnes és Tóth Laca  2010. október 6-án, a Kor-Társ Galériában megnyílt kiállításáról